# Kanton Saint-André-de-l'Eure
Kanton Saint-André-de-l'Eure (fr. Canton de Saint-André-de-l'Eure) je francouzský kanton v departementu Eure v regionu Horní Normandie. Skládá se z 30 obcí.

## Obce kantonu
- Les Authieux
- Bois-le-Roi
- La Boissière
- Bretagnolles
- Champigny-la-Futelaye
- Chavigny-Bailleul
- Coudres
- La Couture-Boussey
- Croth
- Épieds
- Ézy-sur-Eure
- La Forêt-du-Parc
- Foucrainville
- Fresney
- Garencières
- Garennes-sur-Eure
- Grossœuvre
- L'Habit
- Ivry-la-Bataille
- Jumelles
- Lignerolles
- Marcilly-sur-Eure
- Mouettes
- Mousseaux-Neuville
- Prey
- Quessigny
- Saint-André-de-l'Eure
- Saint-Germain-de-Fresney
- Saint-Laurent-des-Bois
- Serez